# Тарахно, Пётр Георгиевич
Пётр Георгиевич Тарахно (12 июля 1895, Керчь — 20 октября 1976, Краснодар) — русский и советский артист цирка, певец куплетист-сатирик

, клоун, скрипач. Мемуарист.

## Биография
Родился в Керчи в семье рыбака. Посещение цирка произвели неизгладимое впечатление на П. Тарахно, и он организовал из подростков самодеятельный цирк. Сам проявил интерес к музыкальной эксцентрике, подыгрывая себе на скрипке. Но первые профессиональные уроки игры на скрипке он получил у скрипача и дирижёра А. М. Живова, преподавателя музыки в Керченской Александровской гимназии. Поскольку увлечение сына цирком встретило в семье противодействие, Тарахно бежал из дома в Феодосию, где гастролировал передвижной цирк. Благодаря покровительству известного циркового артиста В. Е. Лазаренко с лета 1910 года П. Г. Тарахно стал работать в цирке, получая уроки у Лазаренко. Во время Гражданской войны работал на Юге России, в Симферополе, в Севастополе в цирке Труцци, в Новороссийске. В 1919 году в Екатеринодаре его взял к себе в цирк Костано Касфикис. Накануне войны П. Г. Тарахно и его жена Анна Николаевна Борисовская (3.12.1895 — 9.9.1970) работали в одном номере. Их сын Виктор, тоже цирковой артист, погиб на фронте во время Великой Отечественной войны. Супруги работали в Московском и передвижных цирках. Пятидесятилетие своей работы в цирке П. Г. Тарахно он отметил в Керчи на манеже передвижного цирка № 5.